# Acanthodactylus felicis
Acanthodactylus felicis är en ödleart som beskrevs av Arnold 1980. Acanthodactylus felicis ingår i släktet fransfingerödlor och familjen lacertider. Inga underarter finns listade i Catalogue of Life.
Acanthodactylus felicis kan vara identisk med Acanthodactylus yemenicus.
Arten förekommer med två från varandra skilda populationer i Jemen och Oman. Den vistas främst i låglandet. Acanthodactylus felicis lever i områden med hårdpackad mark eller i regioner med grus, till exempel wadi. Växtligheten av buskar är allmänt glest fördelad. Ibland besöks sanddyner nära kusten.
Kustens urbanisering är ett hot för beståndet. Uppdelningen i flera populationer försämrar möjligheten till återhämtning. IUCN kategoriserar arten globalt som sårbar.